# Сабайон

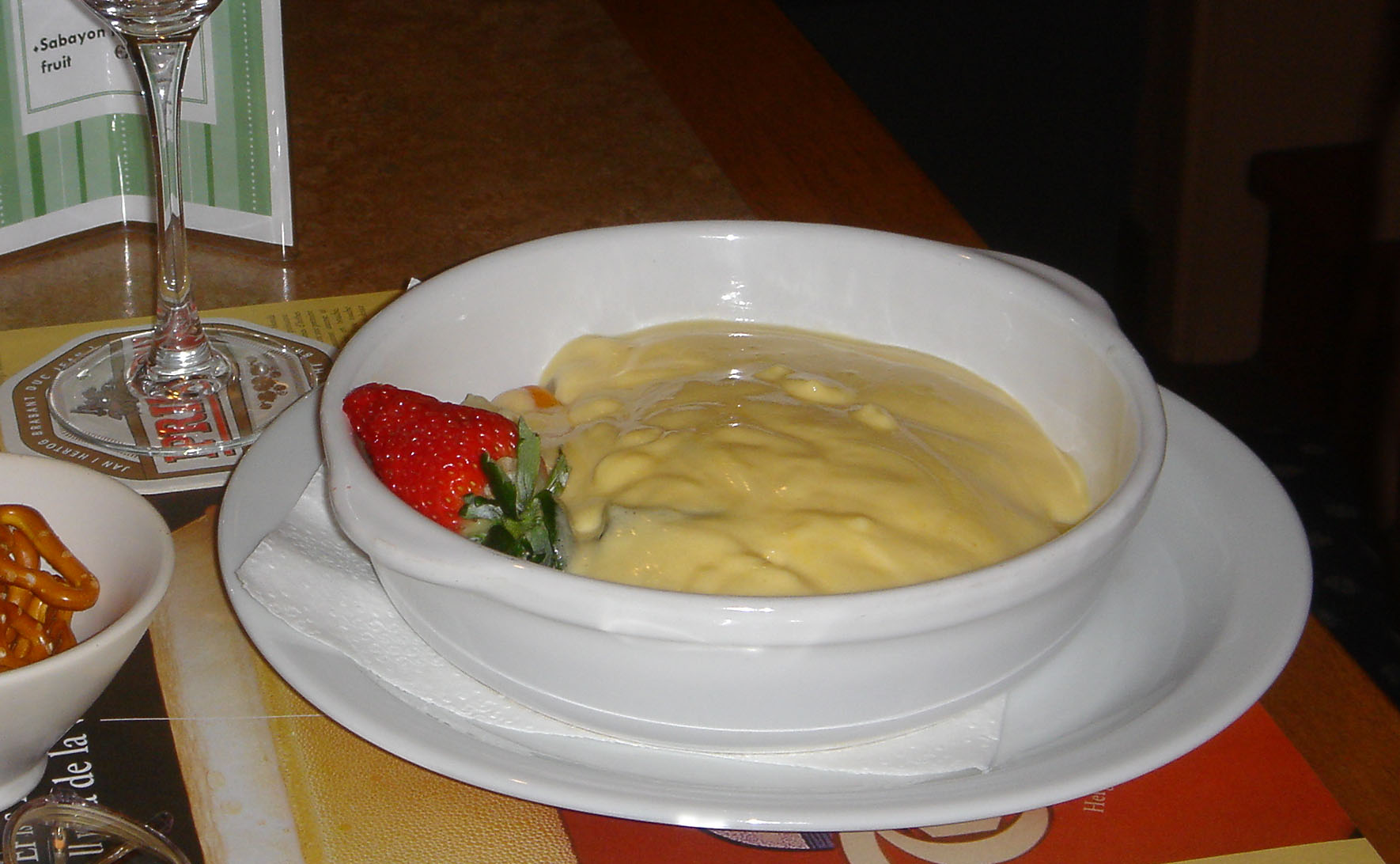
Сабайон, сервированный с клубникой

Сабайо́н (итал. zabaglione, zabaione; фр. sabayon) — одно из самых известных сладких блюд итальянской кухни, яичный крем с добавлением вина (обычно марсалы или просекко). Яичный желток взбивается с сахаром до образования белой пены, затем добавляется вино, для аромата ром и корица. Полученная смесь взбивается на водяной бане до образования пены. Подаётся в декорированном сахарной пудрой бокале с бисквитным печеньем или со свежим инжиром. Похожий французский десерт носит название шодо.
В широком смысле сабайонами называют различные десерты, готовящиеся с образованием пены с добавлением алкогольных напитков. Авторство сабайона приписывается великому итальянскому повару XVI века Бартоломео Скаппи, а также придворному повару герцога Карла Эммануила I Савойского.
Сабайон также популярен в Аргентине, где известен как sambayón. В Колумбии десерт известен как sabajón. В Венесуэле похожий десертный напиток на яйцах называют «кремовым пуншем» (исп. ponche de crema).